# Avenida Koeler
Avenida Koeler é um logradouro da cidade de Petrópolis, margeando um segmento reto do rio Quitandinha entre a Avenida Tiradentes e a Praça da Liberdade (Petrópolis), também conhecida como Praça da Liberdade.
Tem este nome em homenagem a Júlio Frederico Koeler, fundador da Cidade de Petrópolis - RJ.
Com cerca de trezentos metros, ostenta em sua margem norte casarões do século XIX (começando pelo palacete de verão de sua grande protetora, a Princesa D. Isabel), e, na margem sul, construções mais recentes, destacando-se o Palácio Rio Negro, costumeira residência de verão da presidência da república até a década de 1970.

## Imagens
A avenida escapou do período de destruição do patrimônio histórico petropolitano entre 1960 e 1980, mantendo-se quase inalterada ao longo do século XX. A vista que proporciona de seu extremo oeste, com a Catedral de São Pedro de Alcântara ao fundo, é o mais conhecido cartão postal da cidade depois do Museu Imperial. Dependendo do empenho da administração municipal em exercício, suas margens ficam cobertas de hortênsias.
De início chamada de rua de Dom Afonso, passou a homenagear a memória do major Júlio Frederico Koeler, planejador e fundador de Petrópolis.
Atualmente em 2011 é uma das principais vias no tráfego de carros e veículos de toda espécie, que eventualmente passam pelo centro de Petrópolis - RJ, proximidades da Catedral e Museu.